# Clubz
Clubz (estilizado como CLUBZ) es un dúo de electropop e indie pop mexicano, formado en 2013 en Monterrey, México. Está integrado por Coco Santos (voz y teclados) y Orlando Fernández (voz y guitarra). Fueron ganadores a mejor artista nuevo y mejor disco pop con su miniálbum Texturas en 2015 así como a canción del año con «Épocas» en 2016 para los Premios IMAs.
Coco conoció a Orlando al observarlo tocar en una banda llamada Lemons. Más adelante, desarrollaron una amistad cimentada en sus intereses musicales comunes, incluyendo grupos como Miniature Tigers, The Strokes, Phoenix y Taking Back Sunday. Tras la disolución de sus respectivas bandas, decidieron unirse para crear un proyecto musical que llevó por nombre Husky. Inicialmente consideraron llamarse Jamz, pero al descubrir que ya existía un grupo con ese nombre, optaron por Clubz, inspirándose en el álbum Club negro de María y José. Su carrera comenzó a ganar impulso gracias a la atención de blogs que comentaban sobre su música en plataformas como SoundCloud y Tumblr.
Han grabado un álbum de estudio: Destellos (2018)y dos EP's: Texturas (2014)y Épocas (2015). Entre sus canciones más populares se encuentran: «Palmeras», «Nagano», «Áfrika», «Templos», «Épocas», «Popscuro», «Fama mundial», «El rollo», «Cáile», etc. Fueron influenciados por géneros como la música disco, el funk y el R&B, aunque también incorporan sintetizadores, bajo eléctrico y saxofón en su música. Del mismo modo, tomaron como referencia el electropop de los años 80 y 90, de hecho, en el estudio que tenían, utilizaron una caja de ritmos, específicamente, un Oberheim DMX, un instrumento característico de bandas como New Order y Madonna.
El proyecto surgió gracias a internet como consecuencia al momento en que se encontraban en una etapa de violencia en su ciudad, que limitó sus oportunidades para actuaciones en vivo por lo tanto no había muchos lugares donde pudieran tocar, así que la única alternativa que tuvieron, —además de las presentaciones en directo—, era subir su material a redes sociales, y al reconocimiento internacional por medios musicales como The Fader o Stereogum. Han colaborado con artistas como Little Jesus, Daniela Spalla y Ela Minus, entre otros. Se han presentado en festivales masivos, como el Vive Latino en Ciudad de México, Pa'l Norte en Monterrey y el Borderland en Ciudad Juárez.  Ganaron fama internacional al actuar en países como Estados Unidos, Costa Rica y Ecuador. En el 2016 abrieron la gira de conciertos de Tame Impala en México.

## Historia

### 2012-2015: Inicios y Husky

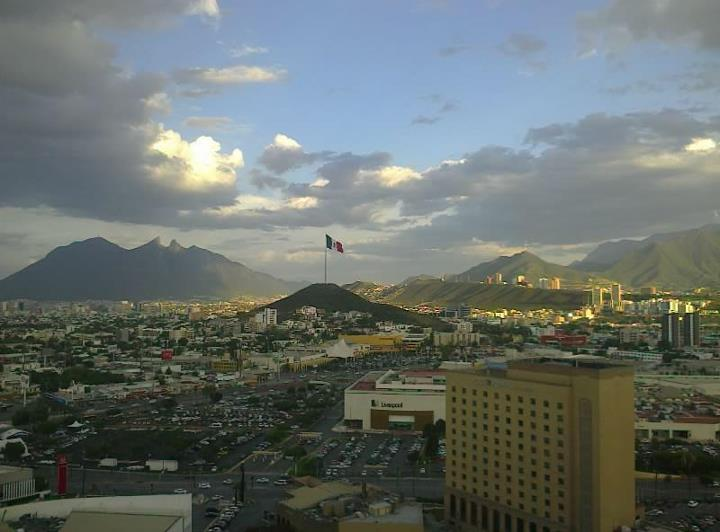
Monterrey, Nuevo León, ciudad originaria de Coco y Orlando.

Coco conoció a Orlando cuando lo vio tocar en una banda llamada Lemons, más tarde Coco tocaría la guitarra para ese grupo cuando su guitarrista se ausentaba y, naturalmente, ambos comenzaron una relación de amistad, iniciaron compartiendo gustos musicales como Miniature Tigers, The Strokes, Phoenix o Taking Back Sunday. Posteriormente cuando sus bandas dieron fin, decidieron comenzar un proyecto musical juntos que llevó por nombre Husky llegando a tocar en festivales como Hellow Festival y Nrmal, donde conocieron a Todd Patrick quien los llevó a presentarse en Nueva York. Como Husky grabaron dos álbumes de estudio; Bambino y Weekend Lovers. Con la ayuda de un amigo comenzaron a mezclar ritmos para crear sonidos diferentes a Husky.
Así, aun sin nombre, actuaron en diferentes bares de la ciudad de Monterrey y alrededores. La primera opción de nombre que tomaron para su nuevo grupo fue Jamz, sin embargo al darse cuenta de que ya existía una llamada así, optaron por Clubz —conservando la Z de Jamz—, inspirados en el álbum de María y José, Club negro. Su primer show como Clubz fue junto al músico Tony Gallardo.Su carrera fue impulsada gracias a los blogs de internet que hablaban de ellos y de su música subida en plataformas como SoundCloud y Tumblr. En el House of Vans de Ciudad de México abrieron el concierto de Coats donde además conocieron a Little Jesus.

### 2014-2017:TexturasyÉpocas
Orlando y Coco solo habían lanzado tres canciones como Clubz, su proyecto alternativo a la banda Husky. Sin embargo, esas tres canciones fueron tan bien recibidas que, en un lapso de nueve meses, lograron formar parte de los carteles de los festivales Vive Latino y Nrmal (en su edición de Monterrey) de ese año. Más tarde, se anunció el lanzamiento de su primer EP, Texturas, a través de Tumblr. Este EP se presentó como un disco deconstruido, con el folleto, las letras de las canciones y el audio distribuidos en diferentes publicaciones. Texturas es un álbum de pop con influencias de los años 80, caracterizado por un sonido ruidoso y bailable, que mezcla elementos de shoegaze y new wave, con letras minimalistas sobre desamor. Además de las tres canciones previamente conocidas, el miniálbum incluyó cuatro temas adicionales.
| «Texturas es un disco muy especial, es un disco que queremos mucho, es un disco que nosotros nos encantaría que en un punto tuviera su misma posición; no pensamos que sea peor un disco que el otro, para nada, Texturas es lo que es y fue una etapa en la que Orlando y yo teníamos muchas cosas que descubrir, hay mucha experimentación, hay muchas inquietudes que sacamos ahí que quisimos hacer en otros proyectos que tuvimos que no lo pudimos lograr y aquí si lo logramos, hay como un nuevo ciclo para nosotros y empezar un nuevo proyecto, todo el arte, como fluyó ese disco fue muy rápido y así lo quisimos dejar»—Coco Santos (vocalista) |

Texturas se inspira en el synth pop, introduciendo sonidos que recuerdan a bandas como Generationals, que también gozan de popularidad en el ámbito musical. En este contexto, lanzaron el sencillo «Celebrando», que se posicionó entre las mejores canciones de 2013 de la revista Me hace ruido. Los demás temas del miniálbum aportaron aún más matices a su sonido característico. Destacó particularmente la canción «Nudos», que incorporó un matiz más roquero, mientras que «Visiones» y «Golpes bajos» se inclinaron hacia una mayor utilización de sintetizadores, enriqueciendo así la diversidad de su propuesta musical. Este EP marcó un paso significativo en su evolución artística, consolidando su presencia en la escena musical contemporánea.Con Texturas, Clubz logró consolidarse como una de las propuestas más interesantes y prometedoras de la escena musical en México.
Su segundo EP, Épocas, fue publicado en 2015 e incluyó dos canciones inéditas, así como remixes de reconocidos artistas nacionales e internacionales como Extraperlo y El Último Vecino de España; Wet Beas, Porter, Teen Flirt de México y Radio de Costa Rica. Épocas se presentó como una versión extendida del sencillo del mismo nombre, e incluyó un nuevo tema titulado «Ciclos». Este lanzamiento también estuvo acompañado de remixes y reinterpretaciones de varios artistas hispanohablantes. Este material fue publicado a través del sello español Canadá Editorial, conocido por su trabajo con otros artistas como Svper, Mujeres y Los Punsetes. Adicionalmente, se anunció que Clubz se presentaría en la Semana de las Juventudes, programada para el 20 de agosto en el Zócalo de la Ciudad de México, compartiendo escenario con artistas como Los Amigos Invisibles, Banda de Turistas, Los Románticos de Zacatecas y Disco Ruido, entre otros. Esta presentación representó una oportunidad significativa para el dúo, consolidando aún más su presencia en la escena musical. A lo largo de su trayectoria, han participado en algunos de los festivales más destacados, incluyendo Festival Viven, Cumbre Tajín, RMX 212 Epicentro en Costa Rica, Lollapalooza en Argentina y Primavera Sound en España. Uno de sus logros más significativos desde su formación fue abrir los conciertos de la banda australiana Tame Impala durante su gira por México, presentándose en el Palacio de los Deportes en la Ciudad de México y en el Auditorio Banamex en Monterrey, Nuevo León.

### 2018-presente:Destellos

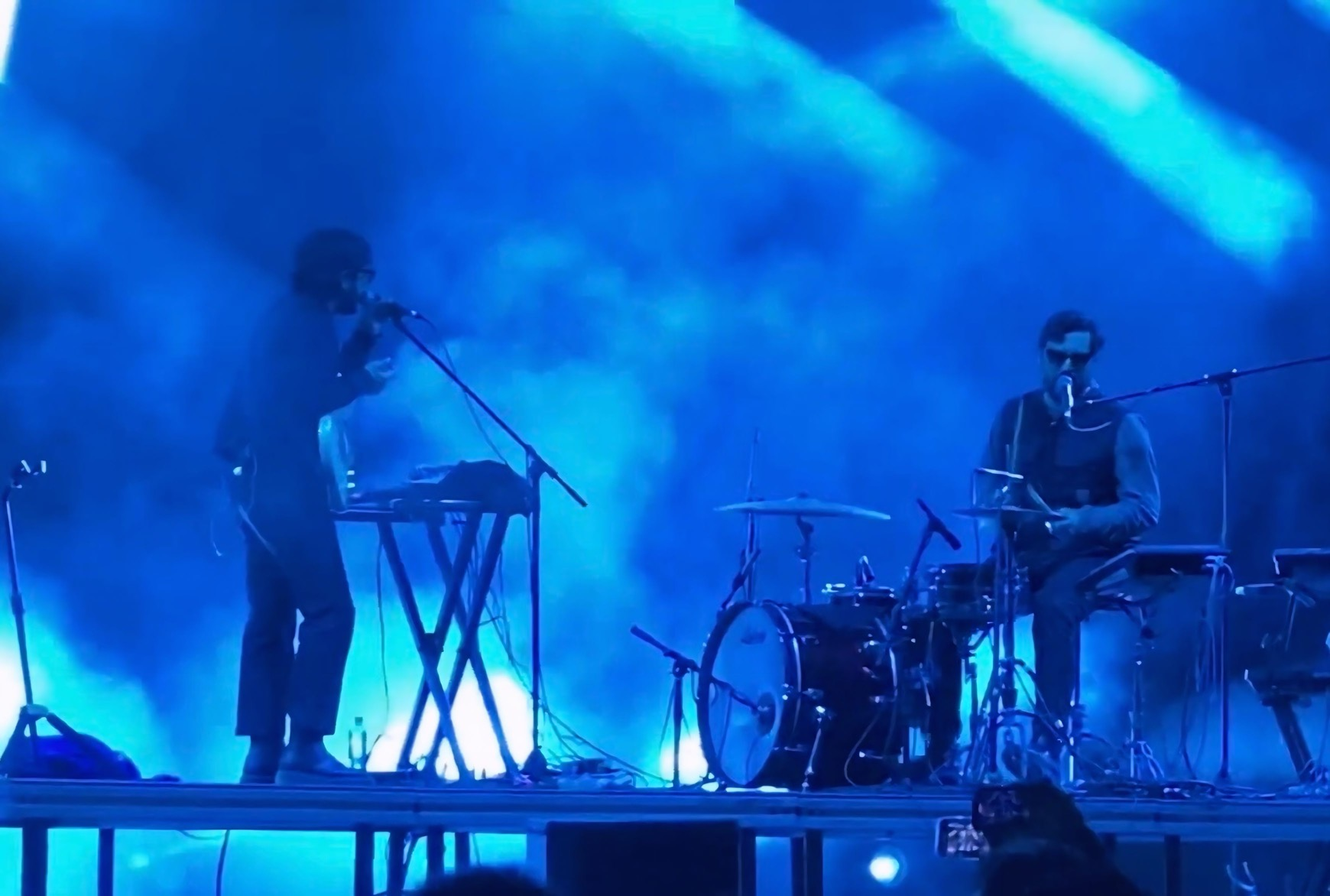
Cluz en una presentación en vivo en el festival Tecate Emblema de Ciudad de México (2023).

Con 3 sencillos lanzados, «El rollo», «Pospcuro» y «Afrika», Orlando y Coco se prepararon para presentar su primer álbum de estudio, titulado Destellos, programado para salir a finales de 2018. Junto a la plataforma YouTube Music, lanzaron Destellos Documentary, un vídeo de casi 9 minutos que ofreció un repaso sobre su vida personal, influencias y el proceso creativo que los llevó a grabar Destellos, culminando en su presentación sold out del 14 de diciembre en SALA. El dúo empezó a ganar reconocimiento en la música con sus EPs Texturas y Épocas, donde presentaron su distintiva fusión de electropop, R&B y funk retro. Destellos, es un álbum en el que colaboraron con artistas como Ela Minus, Buscabulla y Girl Ultra. Además, Clubz se presentó en la edición 2019 del Festival Ceremonia, junto a Massive Attack, Aphex Twin, Modeselektor, Rosalía y Little Jesus.El álbum fue producido en diversos estudios de grabación y su creación tuvo lugar en las computadoras de los integrantes.

Durante su evolución musical, Clubz incorporó diversos ritmos e instrumentos musicales, destacando basslines como el de «Templos», que evidenciaron su preparación para atraer audiencias a nivel internacional. La canción «Caile», en colaboración con Buscabulla, se presentó como una pista bailable que anima a los oyentes, mientras que «Nagano» se convirtió en una balada fresca, poderosa y épica, realzada por la voz de Ela Minus. El álbum no solo representa una exploración de nuevos instrumentos y atmósferas, sino que también refleja el crecimiento significativo de Coco y Orlando como artistas.
| «Coco alguna vez dijo que es como si fuera un pastel. Somos muy visuales así que estas analogías con imágenes siempre nos vienen a la mente, y es como ver un pastel con diferentes ingredientes, diferentes colores, diferentes sabores y cada uno le da algo diferente al disco. Al final se complementan bien y está padre escucharlo de principio a fin y escuchar los distintos momentos de la banda en el disco»—Orlando Fernández (vocalista) |

Sus composiciones son una evolución respecto a lo que se presentó en Texturas. El Lado A de Destellos rememoró el pegajoso pop que los llevó a la fama, mientras que el Lado B ofreció una faceta más conceptual. Una de las piezas clave del disco, «Súper visión», introdujo nuevas direcciones y su interpretación fue realzada por las vocales de Girl Ultra. Aunque Destellos fue el primer álbum del grupo, la forma en que se presenta musicalmente y la profundidad de sus letras indican que han recorrido un camino extenso tanto en lo personal como en lo artístico.Orlando compartió que —es un disco que se fue construyendo a lo largo de cuatro años—. En este período, algunas ideas iniciales fueron desarrollándose y se incorporaron nuevas propuestas, incluso durante el año en que se lanzó el álbum. Esto sugiere que, más allá de ser un reflejo de una etapa específica de la banda, que abarca la esencia de Clubz desde sus inicios hasta el presente.
El álbum incluyó 11 canciones, de las cuales algunas ya habían sido presentadas a la audiencia, mientras que otras permanecían como sorpresas hasta el 28 de septiembre de 2018. En este proyecto también debutó colaboraciones, eligiendo trabajar con artistas latinoamericanas que se han destacado en el circuito independiente. Sobre el origen de estas colaboraciones, Orlando mencionó que —se dieron de manera muy natural—. Refirió que, curiosamente, todas las artistas con las que colaboraron fueron mujeres, algo que no había sido planificado, sino que surgió de manera orgánica, como una respuesta a las necesidades de las canciones. En cuanto al proceso creativo, Orlando explicó que —fue interesante porque te haces a un lado; ya no eres el único protagonista—. Este enfoque permitió observar cómo otros artistas aportan su propia perspectiva a la música del dúo. Destacó que esta fue la primera vez que experimentaron con colaboraciones de esta manera, y consideraron que fue un proceso enriquecedor, algo que desean continuar explorando.

## Integrantes
Formación original
- Coco Santos - voz, teclados (2013-presente)
- Orlando Fernández - voz, guitarra (2013-presente)

Línea de tiempo

## Discografía
| Álbumes de estudio - 2018: Destellos | EP's - 2014: Texturas - 2015: Épocas |

## Giras musicales
Principales
- 2018: Destellos Tour[39]

## Videografía
Videos musicales
| Año  | Canción           | Otro Artista(s) | Álbum     |
| ---- | ----------------- | --------------- | --------- |
| 2014 | «Golpes bajos»    | Ninguno         | Texturas  |
| 2016 | «El rollo»        | Ninguno         | Destellos |
| 2017 | «Popscuro»        | Ninguno         | Destellos |
| 2017 | «Áfrika»          | Ninguno         | Destellos |
| 2018 | «Templos»         | Ninguno         | Destellos |
| 2018 | «Palmeras»        | Ninguno         | Destellos |
| 2019 | «Nagano»          | Ela Minus       | Destellos |
| 2019 | «Cáile»           | Buscabulla      | Destellos |
| 2019 | «Réplica»         | Ninguno         | Destellos |
| 2020 | «Pronto»          | Ninguno         | Sin álbum |
| 2021 | «Estadio estudio» | Ninguno         | Sin álbum |
| 2021 | «Meteoro»         | Ninguno         | Sin álbum |
| 2023 | «Fútbol rock»     | Little Jesus    | Sin álbum |

## Premios y nominaciones
Premios
| Año  | Entrega      | Categoría           | Nominación | Resultado | Ref.   |
| ---- | ------------ | ------------------- | ---------- | --------- | ------ |
| 2015 | Premios IMAS | Mejor álbum pop     | Texturas   | Ganadores | [ 40 ] |
| 2015 | Premios IMAS | Mejor artista nuevo | Clubz      | Ganadores | [ 40 ] |
| 2016 | Premios IMAS | Canción del año     | «Épocas»   | Ganadores | [ 41 ] |